# Swanscombe-schedel
De Swanscombe-schedel (Engels: Swanscombe skull; ook: Swanscombe man) is een uit drie fragmenten bestaande fossiele schedel uit het Midden-Pleistoceen, gevonden bij het Engelse Swanscombe.
Het eerste deel van de schedel werd op 29 juli 1935 door de Britse arts en amateur-paleontoloog Alvan Theophilus Marston (1889–1971) gevonden in de kiezelgroeve Barnfield pit bij Swanscombe. De locatie was al tientallen jaren bekend door vondsten van Acheuléen-werktuigen en dierlijke fossielen uit het Midden-Pleistoceen. Het fragment werd door Marston geïdentificeerd als menselijk achterhoofdsbeen. Een jaar later vond Marston het bij het eerste fragment behorende linkerwandbeen. Verder onderzoek ter plaatse door het Royal Anthropological Institute bleef zonder resultaat tot 30 juli 1955, toen een derde fragment, het minder goed bewaarde rechterwandbeen, werd gevonden.
De stratigrafische positie van de vondsten is volgens een publicatie uit 1999 met het Holsteinien gelijk te zetten, en een leeftijd van rond 400.000 jaar. Dit is vergelijkbaar met de Tautavelmens in Zuid-Frankrijk. De menselijke fossielen uit deze periode worden tegenwoordig meest als Homo heidelbergensis ingedeeld, de voorganger van de neanderthaler.
De drie fragmenten maakten een nauwkeurige reconstructie van het achterhoofd mogelijk. Hieruit volgde een schedelinhoud van ca. 1300 ml (ter vergelijking: het moderne gemiddelde ligt rond 1500 ml). Verschillende kenmerken brengen het dicht bij de afstammingslijn van de neandertaler. Wegens de relatief licht ontwikkelde spieraanhechtingspunten wordt vermoed dat het zich om de overblijfselen van een vrouw handelt.
In de jaren na zijn ontdekking gold de Swanscombe-schedel na de Piltdown-mens, die pas begin jaren '50 als vervalsing herkend werd, en de kaak van Mauer als het op twee na oudste menselijke fossiel in Europa, met een geschatte leeftijd van 200.000 jaar, later 300.000 jaar. De in 1933 gevonden en naar huidig inzicht uit ongeveer dezelfde periode stammende Steinheimmens werd door Marston op slechts 175.000 jaar geschat. Tegenwoordig geldt de Swanscombe-schedel na de rond 500.000 jaar oude Boxgrovemens als het op een na oudste menselijke fossiel uit de Britse Eilanden.